# PC-DOS

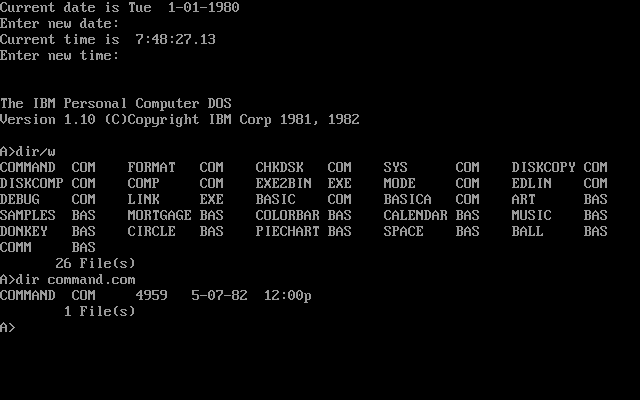
En skärmdump av PC-DOS

IBM PC-DOS var ett av de tre dominerande operativsystemen på persondatormarknaden mellan 1981 och 1995. IBM och Microsoft hade en affärsuppgörelse som gick ut på att Microsoft skulle sörja för basprodukten, och att båda firmorna skulle utveckla olika delar, för att sedan dela på resultatet. Meningen var att samarbetet skulle ge ett mer robust och kraftfullt system. IBM saknade erfarenhet från persondatormarknaden medan Microsoft redan hade gjort mjukvaruplattformar. Inför uppgiften att skapa ett diskoperativsystem till IBM PC som skulle levereras 1981, köpte de upp QDOS, en variant av CP/M, som fick utgöra utgångspunkt för PC-DOS.
MS-DOS och PC-DOS marknadsfördes separat, IBM levererade sin variant tillsammans med deras PC-datorer medan Microsoft sålde sin på den öppna marknaden, främst till företag som producerade PC-kloner. Digital Research tog 1980 också fram en 16-bitsversion av CP/M, CP/M-86 som fungerade på IBM PC.
I många år var MS-DOS och PC-DOS närmast identiska, och det är vanligt att man sammanblandar dem. Ett program skrivet för den ena varianten kunde närmast garanterat fungera på den andra. Det är vanligt att se påståenden av typen: "MS-DOS var operativsystemet för ursprungliga IBM-PC" – Påståendet är fel; IBM PC levererades alltid med PC-DOS, i det traditionella blå omslaget. Vissa företag producerade sina egna varianter under licens från Microsoft. Den MS-DOS-baserade Compaq DOS innehöll signifikanta förändringar, särskilt version 3.31, som länge ansågs vara den mest avancerade DOS-versionen på marknaden (frånsett produkterna CP/M-86 och DR-DOS).
I DOS-versionerna 1 till 5 var skillnaderna mellan MS-DOS och PC-DOS obetydliga, men efter 1993 gick samarbetet isär. Huvudorsaken till schismen var framtidsperspektivet på mer avancerade operativsystem. Microsoft ville satsa på Windows, som var enklare att marknadsföra och dessutom ägdes till 100% av dem själva, medan IBM trodde mer på det mer ambitiösa och tekniskt sofistikerade IBM/Microsoftprojektet OS/2. Härifrån utvecklades för första gången MS-DOS och PC-DOS i olika riktningar. IBM började aktivt saluföra PC-DOS till andra tillverkare och till allmänheten.
Microsoft lanserade MS-DOS 6.0 till 6.22 (1994) innan utvecklingen helt ägnades åt varianter integrerade i Windows. Versionerna 7 och 8 utgjorde delar av Windows. IBM släppte en snarlik PC-DOS 6.1 och fortsatte lansera nya versioner fram till 1998, sista versionen kallades PC-DOS 2000.